# Maison A Saint-Georges
La Maison à Saint-Georges (en tchèque Dům U svatého Jiří, également Dům U Ryšánků) est un édifice historique de Prague situé à l'angle des rues Pařížská et Široká dans le quartier Josefov. L'angle du bâtiment est orné d'une sculpture de Saint Georges combattant un dragon, ce qui a donné son nom à la maison.

## Histoire
La maison a été construite en 1905-06. Avant 1989, la maison appartenait à des organismes municipaux : la Société de logement du District puis la Société de logement de Prague 1. Depuis 1992, la maison appartient à un investisseur saoudien, Arabella, qui en est toujours propriétaire (2021). En 2018, la maison a été proposée à la vente au prix d'environ 1 milliard de couronnes, mais sans succès.

## Architecture
Le promoteur du bâtiment était le conseiller de la chambre tchèque et député du Reichrat  Bohumil Ryšánek, qui souhaitait ici une maison de style néo-gothique. L'architecte Jiří Justich était probablement l'auteur de sa conception et le constructeur Matěj Blecha était l'architecte,. La maison a un sous-sol, le rez-de-chaussée est utilisé pour les commerces, ainsi que quatre étages résidentiels et des combles. Alors que la façade de la maison est principalement historiciste, l'art nouveau moderne de l'époque était déjà appliqué dans les intérieurs.
Les éléments marquants de la façade sont principalement les baies vitrées, dont certaines portent des balcons. Les deux façades – vers la rue Pařížská et vers la rue Široká – sont terminées par une corniche couronnée d'un attique et un toit richement articulé avec des pignons. Un caractère gothique est donné à la maison.